# Eupithecia coagulata
Eupithecia coagulata là một loài bướm đêm trong họ Geometridae.